# 斯基圖鄉 (久爾久縣)
44°8′N 25°51′E / 44.133°N 25.850°E
斯基圖鄉（羅馬尼亞語：Comuna Schitu, Giurgiu），是羅馬尼亞的鄉份，位於該國南部，由久爾久縣負責管轄，面積56平方公里，海拔高度90米，2007年人口1,992，人口密度每平方公里36人。